# Катастрофа Learjet 55 в Филадельфии
Катастрофа Learjet 55 в Филадельфии — авиационная катастрофа, произошедшая 31 января 2025 года. Самолёт медицинской эвакуации авиакомпании Med Jets Learjet 55ER потерпел крушение в Филадельфии в 18:07 по местному времени вскоре после взлёта, менее чем в четырёх милях (6,4 км) от аэропорта Северо-Восточной Филадельфии. Самолёт летел в международный аэропорт Тихуаны с запланированной дозаправкой в национальном аэропорту Спрингфилд-Брэнсон в Миссури.
На борту самолёта находилось 6 человек, включая 11-летнюю пациентку и её мать. Самолёт упал на местность с плотной застройкой, вызвав разрушения и пожары нескольких зданий и автомобилей, в результате которых погиб 1 человек и по крайней мере 24 получили ранения.

## Самолёт
Самолёт Learjet 55ER (регистрационный номер XA-UCI, серийный 55-032) был выпущен в 1982 году. С 2014 года принадлежал американо-мексиканской компании Jet Rescue Air Ambulance, специализировавшейся на дальних воздушных перевозках медицинских пациентов. Ранее имел бортовой номер N125LR, использовался для частных перелётов. Был оснащён двумя турбовентиляторными двигателями Honeywell TFE731-3AR-2B. Был оборудован голосовым самописцем (CVR), но не имел параметрического (FDR).

## Экипаж и пассажиры
Состав экипажа самолёта был следующим:
- Командир воздушного судна (КВС) — 46-летний Алан Алехандро Монтойя Пералес (исп. Alan Alejandro Montoya Perales). Очень опытный пилот, имел налёт свыше 8700 часов[14][15].
- Второй пилот — 43-летний Хосуэ де Хесус Хуарес Хуарес (исп. Josué de Jesus Juárez Juárez) — имел налёт около 2600 часов[14], работал пилотом более 10 лет, в авиакомпании более года[15][16].

В салоне работали двое врачей:
- Доктор Рауль Меса Арредондо (исп. Raúl Meza Arredondo) — 41 год, заведовал отделением неонатологии в XE Médica Ambulancias, а также работал в больнице в муниципалитете Атисапан-де-Сарагоса[15].
- Парамедик Родриго Лопес Падилья (исп. Rodrigo López Padilla), 41 год[15].

Пассажирами были 11-летняя пациентка Валентина Гусман Мурильо (исп. Valentina Guzmán Murillo), в течение 4 месяцев проходившая лечение в детской больнице Шрайнерс в Филадельфии, и её мать, 31-летняя Лисет Мурильо Осуна (исп. Lizeth Murillo Ozuna), жительницы Энсенады. Все погибшие были гражданами Мексики.

## Катастрофа
В 18:05 EST самолёт выполнил взлёт с ВПП 24 аэропорта Северо-Восточной Филадельфии, набрал высоту 1650 футов (500 м), после чего исчез с радаров и спустя 40 секунд после взлёта упал на расстоянии 4,8 километров (2,6 морских миль) от аэропорта. Последние данные, полученные сервисом Flightradar24, показывают высоту 1275 футов (389 м) и увеличение путевой скорости до 242 узлов (448 км/ч)..
Самолёт начал терять высоту со вертикальной скоростью около 11 000 футов в минуту (около 56 м/с). Дверная камера наблюдения в одном из жилых домов зафиксировала момент падения самолёта, мощный взрыв и клубы чёрного дыма в результате его удара о землю. Репортаж телеканала WTXF-TV показал большие разрушения, обломки и несколько пожаров.
За 15 предшествующих месяцев это второе авиационное происшествие с человеческими жертвами, произошедшее с бортом Jet Rescue, после того как 1 ноября 2023 года 4 человека погибло в результате выкатывания Learjet 35A (регистрационный номер XA-IRE) компании за пределы ВПП после посадки в аэропорту Куэрнаваки в Мексике.

## Последствия

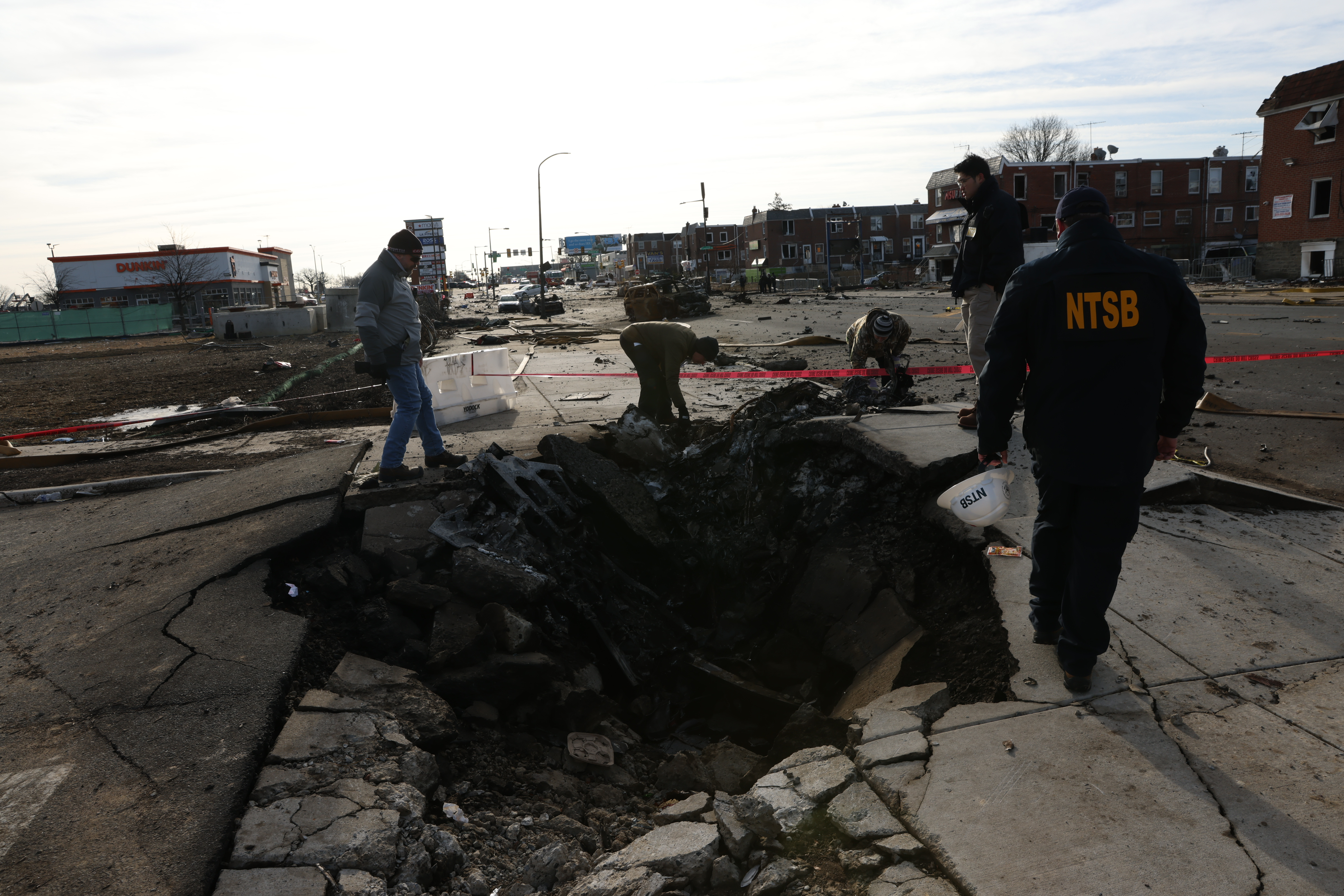
Расследователи NTSB на месте крушения 2 февраля

Погибли все шесть человек, находившихся на борту, и один человек, находившийся в автомобиле на земле. Двадцать четыре человека на земле получили ранения, по крайней мере 3 из них тяжёлые. В университетскую больницу поступило 6 пострадавших в катастрофе на земле, трое из них получили медицинскую помощь и были выпущены в тот же день. Ещё двое были выписаны позже, в то время как вторая больница приняла 15 человек (12 выписано). Одним из раненых был человек, в которого попал влетевший в окно обломок.
В результате падения самолёта было полностью разрушено 4 жилых дома, ещё 17 получили повреждения. Было также разрушено несколько коммерческих построек; несколько домов, бизнесов и автомобилей загорелись, пожар распространился не несколько многоквартирных домов в районе Рузвельт-молла.
Федеральное управление гражданской авиации временно приостановило полёты в аэропорту Северо-Восточной Филадельфии. Чтобы остановить распространение пожаров, департамент полиции Филадельфии объявил в городе чрезвычайную ситуацию. Управление по чрезвычайным ситуациям Филадельфии перекрыло дороги вблизи места крушения и призвало граждан покинуть пострадавший район..

## Расследование

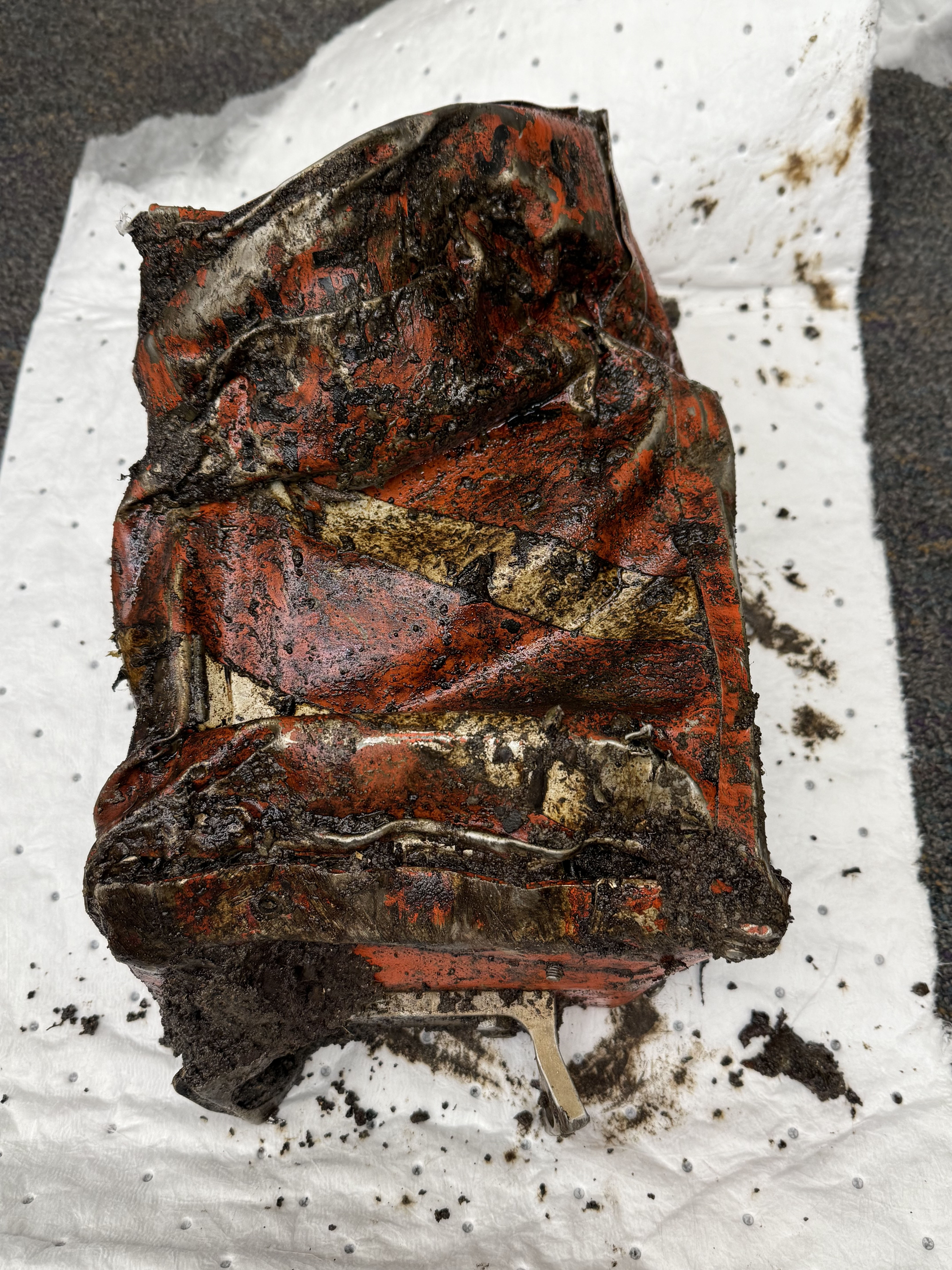
Бортовой самописец (CVR), обнаруженный NTSB на месте крушения

Расследованием катастрофы занялось Федеральное управление гражданской авиации, ведущую роль в нём заняло NTSB. По заявлению NTSB, один из расследователей приехал на место 31 января и ещё несколько должностных лиц прибыло 1 февраля.
2 февраля NTSB обнаружило голосовой бортовой самописец и систему предупреждения о близости земли, которые могут содержать полётные данные, а также оба двигателя самолёта. Найденные свидетельства были отправлены на исследование в лабораторию регистраторов транспортных средств в Вашингтоне